# Nube Kinto

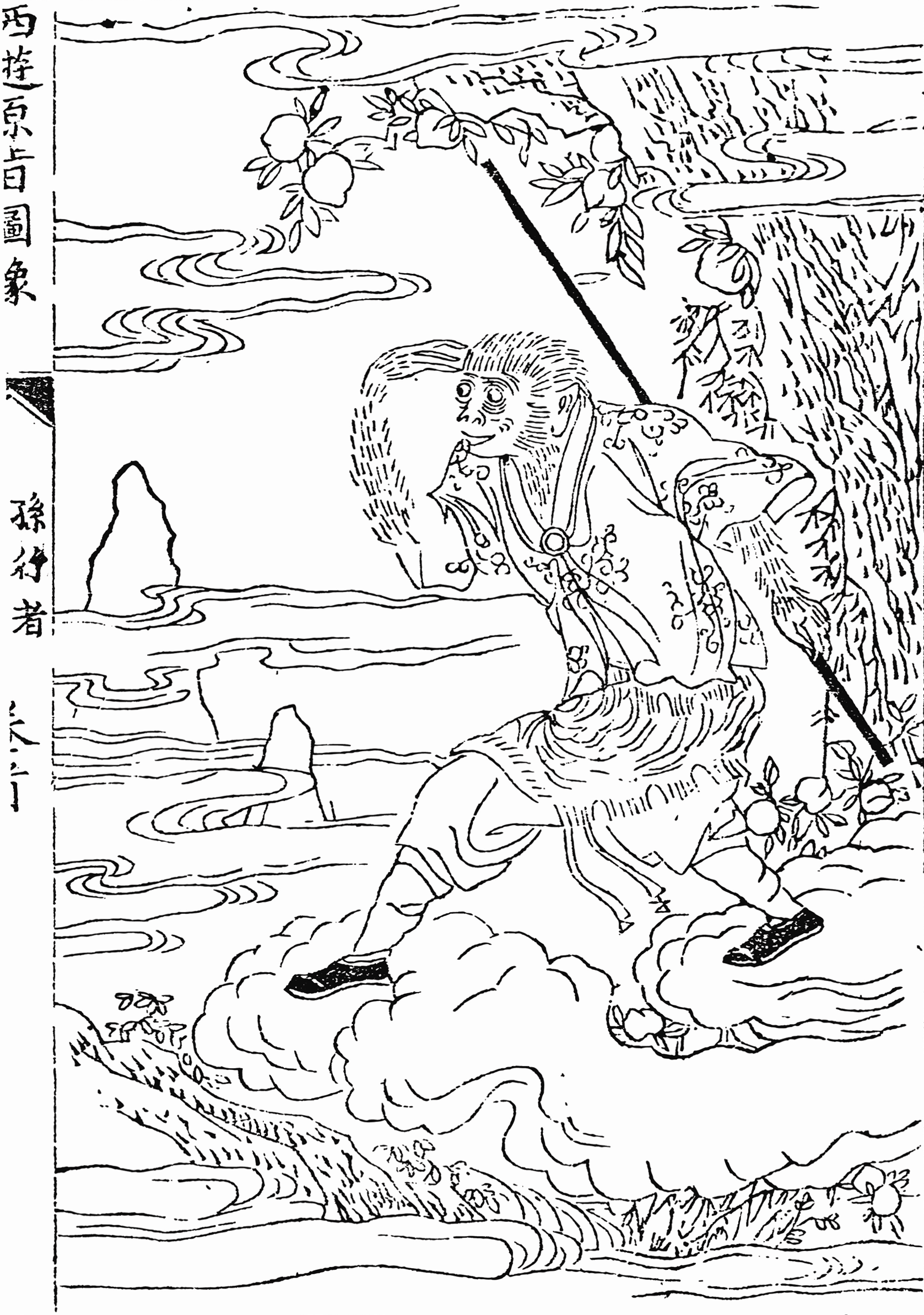
Ilustración del del personaje Sun Wukong, o "el Sol Errante".

La Nube Kinto (筋斗雲 Kinto'un?), llamada Nube Mágica en el doblaje Castellano (salvo en los primeros episodios, donde recibe el nombre de Nube Kinton, nombre que se usó en la traducción  Castellana manga) y Nube Voladora en el doblaje de Hispanoamérica, es un objeto mágico de la serie de manga y anime Dragon Ball. Es una simple nube de color amarillo que sirve como medio de transporte para aquel que pueda utilizarla, tiene como requisito que solo puede ser usada por una persona de corazón puro y mente limpia, quien no cumpla el requisito pasara a través de ella como si fuera una nube normal, la única manera es que viaje agarrado de una persona que sí la pueda utilizar. A esta nube se la puede llamar desde cualquier espacio abierto, y esta puede llevar a su viajero a cualquier lugar, a menos que este se encuentre más arriba que la Torre de Karin.
La nube fue destruida dos veces en el manga (caps. 136 p. 5 y cap. 55 p. 14) y en un momento se comenta que es "inmortal" y que basta con llamarla nuevamente (cap. 67 p. 10-11) y en otro momento ya no aparece luego de llamarla (c. 138 p. 3-4).

## Historia
La nube aparece por primera vez cuando Kame Sen'nin se la regaló a Son Gokū por haber salvado a Umigame. El anciano decía que la nube había sido un regalo del mismo Kamisama, aunque en realidad fue Karin quien se la dio.
Durante la 21.ª edición del Tenkaichi Budōkai, la nube salvó a Gokū de caer fuera del ring tras haber sido arrojado por el monstruo Giran. Aunque los jueces del Torneo no lo consideraron una falta, ya que no se especificaba en las reglas, decidieron que lo justo era que no la podría volver a usar.
En Dragon Ball Z, fue utilizada por los hijos de Son Gokū: Son Gohan y Son Goten. En el final de la edición Kanzenban de Dragon Ball, Gokū le da la Nube Kinto a Oob y en Dragon Ball GT solo se la ve en la escena final del último episodio.
Su aparición más reciente fue en el capítulo 75 de Dragon Ball Super cuando Gokū la llama debido a tener prohibido volar por su propia cuenta durante su entrenamiento.

## Nube Kinto Negra
En el anime, cuando Tao Pai Pai sube a la torre de Karin, este, para vengarse, le da una Nube Kinto negra, lo contrario a la otra. Solo pueden subir las personas verdaderamente malvadas. Pero esta estaba en realidad controlada por Karin y cuando Tao Pai Pai se estaba marchando lo dejó caer al suelo.
En el videojuego Dragon Ball Advance Adventure, Krilin usa la Nube Kinto negra para volar en el juego.

## En otros medios
• En Cross Epoch la nube Kinto aparece, es llamada por Gokū para salvar de que "Luffy" caiga al agua.[cita requerida]
• En el capítulo 33 del anime Bobobo se hace una parodia de esta nube, pero tanto él como sus compañeros Don Patch y Ten'nosuke la atraviesan sin más.
• En el capítulo 16  de la serie Steven Universe se puede ver a Amatista flotando sobre una nube voladora de un color parecido al de su piel.
• En el episodio 259 de la serie de anime Doraemon "A la escuela en nube" (雲にのって学校へ) trata enteramente sobre las nubes Kinto.
En la serie de T.V. Chowder, en diversos capítulos, Chowder usa para volar un gas volador, parodiando así la Nube Kinto.
- En el episodio 17 de Undead Unluck Shen monta la nube a lo que Andy le pregunta si puede montarla.